# Bergenstammia albanica
Bergenstammia albanica är en tvåvingeart som beskrevs av Wagner 1993. Bergenstammia albanica ingår i släktet Bergenstammia och familjen dansflugor.
Artens utbredningsområde är Albanien. Inga underarter finns listade i Catalogue of Life.